# Музей цыганской культуры (Брно)
Музей цыганской культуры (чеш. Muzeum romské kultury) — музей, расположенный в чешском городе Брно, посвящённый истории и культуре рома и синти.

## История
Музей был основан в 1991 году как некоммерческая организация представителями чешско-цыганской интеллигенции во главе с Яной Хорватовой. После основания музей несколько раз менял местонахождение и боролся с финансовыми проблемами. В декабре 2000 года музей переехал на улицу Братиславскую в Брно (улица Братиславская является центром цыганской общины города).
В 2005 году музей перешёл в ведение Министерства культуры Чешской Республики; с тех пор он финансируется из государственного бюджета. 1 декабря 2005 года для публики открылась первая постоянная экспозиция (завершена в 2006 году), посвящённая истории цыган в 1939—2005 гг.; в 2011 году она была расширена до нынешнего вида.

## Собрание и библиотека
Собрание музея насчитывает более 28 тысяч экспонатов. Постоянная экспозиция занимает 6 залов площадью 351 м². Она посвящена истории рома «Le Romengero drom» — от древности до современности, с акцентом на положении в чешских землях с XVIII века до 1989 года.
В музее находится библиотека, в которой собрана цыганская литература, собрание которой насчитывает около 11 000 изданий (в основном, книги и журналы, а также компакт-диски).
Музей также организует временные выставки, лекции, концерты, дебаты, курсы цыганского языка, кинопоказы и показы мод.